# Magdalena Jerebie
Magdalena Pal, coniugata Jerebie (Sâncrăieni, 13 gennaio 1963), è un'ex cestista rumena.

## Carriera
Con la Romania ha disputato cinque edizioni dei Campionati europei (1980, 1981, 1983, 1985, 1987).